# Championnat britannique des voitures de tourisme 1961

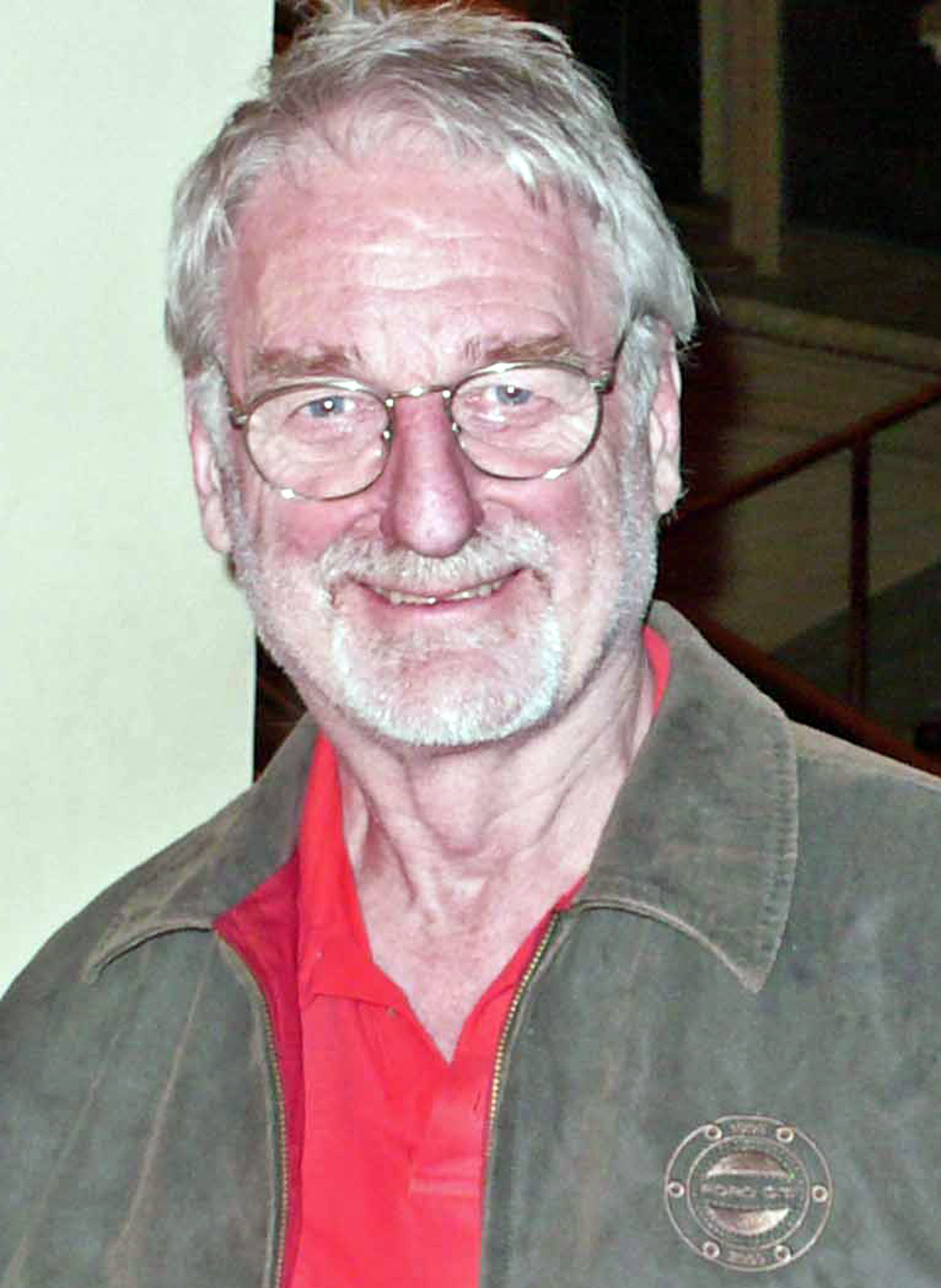
John Whitmore

Le Championnat britannique des voitures de tourisme 1961 était la 4e saison du championnat britannique des voitures de tourisme. La première manche du championnat s'est déroulée à Snetterton le 25 mars 1961 et la dernière manche s'est tenue sur le même circuit le 30 septembre 1961. Cette 4e saison a été remportée par John Whitmore, qui participait pour la première fois au championnat.

## Calendrier
| Manche | Circuit        | Date         | Pilote vainqueur | Ecurie vainqueur | Voiture vainqueur |
| ------ | -------------- | ------------ | ---------------- | ---------------- | ----------------- |
| 1      | Snetterton     | 25 mars      | Gawaine Baillie  | Gawaine Baillie  | Jaguar Mk II 3.8  |
| 2      | Goodwood       | 3 avril      | Mike Parkes      | Equipe Endeavour | Jaguar Mk II 3.8  |
| 3      | Aintree        | 22 avril     | Roy Salvadori    | John Coombs      | Jaguar Mk II 3.8  |
| 4      | Silverstone    | 6 mai        | Graham Hill      | Equipe Endeavour | Jaguar Mk II 3.8  |
| 5      | Crystal Palace | 22 mai       | Roy Salvadori    | John Coombs      | Jaguar Mk II 3.8  |
| 6      | Silverstone    | 8 juillet    | Mike Parkes      | Equipe Endeavour | Jaguar Mk II 3.8  |
| 7      | Brands Hatch   | 7 août       | Mike Parkes      | Equipe Endeavour | Jaguar Mk II 3.8  |
| 8      | Oulton Park    | 23 septembre | Mike Parkes      | Equipe Endeavour | Jaguar Mk II 3.8  |
| 9      | Snetterton     | 30 septembre | Mike Parkes      | Equipe Endeavour | Jaguar Mk II 3.8  |

## Classement final

### Pilotes
| Championnat pilotes | Championnat pilotes | Championnat pilotes      | Championnat pilotes | Championnat pilotes |
| Pos.                | Pilote              | Ecurie                   | Classe              | Points              |
| ------------------- | ------------------- | ------------------------ | ------------------- | ------------------- |
| 1                   | John Whitmore       | Don Moore                | A                   | 53                  |
| 2                   | Mike Parkes         | Equipe Endeavour         | D                   | 44                  |
| 3                   | Alan Hutcheson      | Barwell Motorsport       | D                   | 42                  |
| 4                   | Bill Blydenstein    | Non connu                | B                   | 42                  |
| 5                   | Roy Salvadori       | John Coombs              | D                   | 37                  |
| 6                   | Graham Hill         | Equipe Endeavour         | D                   | 28                  |
| 7                   | Peter Harper        | Sunbeam Talbot Ltd       | B                   | 27                  |
| 8                   | John Aley           | Don Moore                | A                   | 23                  |
| 9                   | Edward Lewis        | Non connu                | B                   | 22?                 |
| 10                  | Bill Aston          | Downton Engineering Ltd  | A                   | 20                  |
| 11                  | Doc Shepherd        | Non connu                | A                   | 18                  |
| 12                  | Chris Kerrison      | Gerrards Cross Motor Co. | C                   | 16                  |